# كو جون هو
كو جون-هو (بالكورية: 구준회)‏؛ (من مواليد 31 مارس 1997) هو مغني كوري جنوبي. وهو عضو في مجموعة آيكون الكورية الجنوبية، وهي التي تقع تحت واي جي إنترتينمنت.

## روابط خارجية
- كو جون هو على موقع IMDb (الإنجليزية)
- كو جون هو على موقع ميوزك برينز (الإنجليزية)
- كو جون هو على موقع ديسكوغز (الإنجليزية)
- كو جون هو على موقع قاعدة بيانات الفيلم (الإنجليزية)